# 테무 푸키
테무 에이노 안테로 푸키(핀란드어: Teemu Eino Antero Pukki, 1990년 3월 29일~)는 핀란드의 축구 선수로 포지션은 공격수이다. 현재 핀란드 베이카우스리가의 팀인 HJK 헬싱키와 핀란드 축구 국가대표팀 소속으로 뛰고 있다.
KTP에서 프로 선수 경력을 시작했으며 2005년 6월 23일 15세의 나이로 핀란드 컵 5라운드 경기에서 성인 경기에 데뷔했다. 그 후 2008년에 스페인 라 리가의 팀인 세비야 FC로 이적했고, HJK 소속으로 다시 핀란드로 돌아오기 전까지 라 리가 1군에서 단 1경기만 치렀다. 다시 복귀한 HJK에서 베이카우스리가와 핀란드 컵에서 우승했으며 그 후 독일 분데스리가의 샬케 04, 스코틀랜드의 셀틱 FC, 덴마크의 브뢴뷔 IF 소속으로 뛰었다. 2018년에 노리치 시티로 이적했으며 2018-19 EFL 챔피언십에서 활동하여 챔피언십 올해의 선수로 선정되었다. 노리치에서 5시즌 동안 뛴 후 2023년 미네소타 유나이티드로 이적했다.
2009년부터 핀란드 축구 대표팀에서 활동하면서 118경기에 출전해 39골을 넣었다. 그는 핀란드 축구 대표팀 최다 득점 기록 보유자이며 UEFA 유로 2020 예선에서 10경기, 10골을 기록하며 핀란드 대표팀이 사상 첫 메이저 국제 대회에 진출하는 데 기여했다.

## 초기 경력
1990년 3월 29일 핀란드 퀴미주 콧카에서 태어났으며 호반사리에서 운영되는 HOPS에서 처음 축구를 시작했다. 2006년 16세의 어린 나이에 고향팀인 코트칸 티요바옌 팔로일리야트 입단을 통해 프로 선수 경력을 시작했다. 이후 2007년까지 리그 29경기 3골을 기록했다.

## 클럽 경력

### 세비야 FC
2007 시즌 KTP에서의 활약을 바탕으로 스페인 라리가의 세비야 FC에 입단했다. 입단 직후 세비야의 리저브팀인 세비야 아틀레티코 소속으로 뛰게 되었으며 2008-09 시즌 세군다 디비시온 17경기 3골을 기록했지만 1군팀에서는 리그 1경기 출장에 그치면서 2008-09 시즌 종료 후 세비야와 결별 수순을 밟았다.

### HJK 헬싱키
세비야와 결별 이후인 2010년 8월 28일 HJK 헬싱키와 3년 반 계약을 맺으며 고국으로 복귀했다. 복귀 후 2011년까지 2시즌동안 38경기 19골을 기록하며 팀의 베이카우스리가 3연속 제패, 2010년 핀란드컵 준우승, 2011년 핀란드컵 우승, 2011년 핀란드 리그컵 4강 진출 등에 공헌했고 이 가운데 2011년 베이카우스리가 18경기 11골로 득점 랭킹 공동 9위에 오르며 물오른 득점 감각을 선보였다.
그 후 독일 분데스리가의 샬케 04와의 2011-12년 UEFA 유로파리그 예선 플레이오프 1차전 홈 경기에서 멀티골을 기록하며 팀의 2-0 완승을 이끌었다. 비록 원정에서 열린 2차전에서 1-6으로 대패를 당하며 본선 진출이 좌절되었지만 1차전에서의 멀티골은 시즌 후 샬케 04로 이적하는 결정적인 계기가 되었다.

### 샬케 04
샬케 04 이적 후 첫 시즌인 2011-12 시즌에서는 주로 클라스얀 휜텔라르의 백업 공격수로서 대부분 교체 선수로만 출전했다. 또한 공식전 21경기 5골의 기록을 보여주며 분데스리가 2011-12 3위의 성적에 일조했다.
2012-13 시즌에서도 주로 백업 공격수로서 공식전 24경기 3골 2어시스트의 준수한 성적을 기록하며 팀의 리그 4위, 2012-13년 UEFA 챔피언스리그 16강 진출에 일조했으나 2013-14 시즌에 접어들면서 설러이 아담의 영입으로 주전 경쟁에서 밀려나면서 샬케와의 계약을 해지했다.

### 셀틱 FC
샬케 04 주전 경쟁에서 밀려난 끝에 2013년 8월 3백만 파운드의 이적료로 스코티시 프리미어십의 강호 셀틱 FC로 이적했다. 2013-14 시즌 공식전 32경기 7골로 리그 우승에 기여했다. 그러나 팀내 에이스인 앤서니 스토크스, 동갑내기 공격수 리 그리피스와의 주전 경쟁에서 밀리면서 결국 2014-15 시즌 초반까지 공식전 37경기 9골 2어시스트만을 기록한 채 스코틀랜드 생활을 청산했다.

### 브뢴뷔 IF
샬케에 이어 셀틱에서도 연이어 주전 경쟁에서 탈락하면서 결국 덴마크 수페르리가의 브뢴뷔 IF와 1년 임대 계약을 맺었다. 첫 시즌인 2014-15 시즌에서 공식전 30경기 11골을 기록하며 리그 3위 입상에 기여했고 2014년 10월에는 리그 이달의 선수에 선정되기도 했다.
2014-15 시즌에서의 활약에 힘입어 2015-16 시즌을 앞두고 완전 이적에 성공했다. 이후 2017-18 시즌까지 공식전 134경기 61골을 기록하며 2015-16 시즌 리그 4위, 2015-16 시즌 덴마크컵 4강, 2회 연속 리그 준우승(2016-17, 2017-18), 2017-18 시즌 덴마크컵 우승에 기여한 것은 물론 2시즌 연속 리그 득점 랭킹 2위에 이름을 올리는 등 3시즌 동안 브뢴뷔의 에이스로 활약했다.

### 노리치 시티
2018-19 시즌을 앞둔 2018년 6월 30일 잉글랜드 EFL 챔피언십의 노리치 시티로 트레이드가 되었다. 이후 첫 시즌인 2018-19 시즌에서 46경기 30골을 기록했고 특히 2018-19 시즌 EFL 챔피언십 43경기에서 29골로 득점왕 등극은 물론 팀의 리그 우승과 4년만의 프리미어리그 승격에 기여하면서 해외 리그 진출 이후 처음으로 리그 우승을 달성했다.
이후 2022-23 시즌까지 공식전 164경기 58골로 2019-20 시즌 잉글랜드 FA컵 8강, 2020-21 시즌 EFL 챔피언십 우승에 기여하는 등 무려 5시즌동안 노리치 시티의 에이스 역할을 수행했다.

### 미네소타 유나이티드
5시즌동안 노리치 시티의 에이스로 활약하다가 2023년 6월 27일 미국 메이저 리그 사커 소속팀인 미네소타 유나이티드와 2년 계약을 체결했다.
그 뒤 리가 MX의 데포르티보 톨루카와의 2023년 리그스컵 16강전에 선발로 출전하여 후반 36분 대한민국 청소년 대표팀 출신 정상빈과 교체될 때까지 그라운드를 누비며 팀의 8강 진출에 기여했다.

## 국가대표팀 경력

### 청소년
푸키는 2005년 8월 10일 15세의 나이로 웨일스 카디프에서 열린 웨일스 U-15와의 원정 경기에서 핀란드 U-15 대표팀이 기록한 두 골을 모두 기록하면서 국제 축구 데뷔전을 치렀다. 이후 핀란드 U-21 대표팀에 발탁되었고 2009년 6월 6일 19세의 나이로 발케아코스키의 테흐탄 켄태에서 열린 벨라루스 U-21 대표팀과의 경기에 출전하면서 U-21 첫 경기를 가졌다.

### 성인
2009년 2월 4일 도쿄에서 열린 일본과의 친선 경기에서 핀란드 국가대표팀의 일원으로 A매치 첫 경기를 가졌다. 이후 3년 뒤인 2012년 5월 26일 UEFA 유로 2008 4강팀인 튀르키예와의 친선 경기에서 A매치 데뷔골을 신고했다.
이후 2014년 FIFA 월드컵 유럽 예선 I조 8경기에서 2골을 기록하며 핀란드의 2회 연속 유럽 지역 예선 조 3위를 이끌었고 2018년 FIFA 월드컵 유럽 예선 I조 10경기에서도 2골을 기록했지만 팀은 2승 3무 5패에 그치며 지난 대회 유럽 지역 예선보다 조 순위가 2계단 내려앉았다.
그 뒤 2018-19년 UEFA 네이션스리그 C 6경기에서 3골을 기록하면서 팀의 차기 시즌 리그 B 승격을 이끌어냈고 UEFA 유로 2020 예선 J조에서도 10골을 기록하는 활약으로 12골로 유로 예선 득점왕에 오른 잉글랜드의 해리 케인, 11골로 예선 득점 공동 2위를 차지한 이스라엘의 에란 자하비, 포르투갈의 크리스티아누 호날두에 이어 세르비아의 알렉산다르 미트로비치와 함께 예선 득점 랭킹 공동 4위에 이름을 올리면서 월드컵과 유로 대회를 통틀어 핀란드의 사상 첫 메이저 대회 본선 진출을 이끌었다.
그리고 UEFA 유로 2020을 통해 국가대표팀 데뷔 11년만에 처음으로 국제 메이저 대회 본선 무대를 밟았다. 비록 득점을 기록하지는 못했지만 덴마크와의 B조 개막전에서 핀란드 축구 역사상 메이저 대회 본선 첫 승에 기여했다.
이후 2021년 10월 12일 카자흐스탄과의 2022년 FIFA 월드컵 유럽 지역 예선 D조 8차전에서 두 골을 기록하는 등 10경기에서 6골을 기록하며 핀란드의 8년만의 월드컵 유럽 예선 조 3위를 이끌었다. 또한 카자흐스탄과의 8차전 멀티골을 통해 개인 A매치 통산 33번째 득점으로 야리 리트마넨의 32골 기록을 넘어 핀란드 축구 대표팀 A매치 최다 득점 기록을 갱신했다.
또한 2018년 FIFA 월드컵 우승팀인 프랑스와의 최종전에서는 A매치 통산 100번째 경기에 출전하며 FIFA 센추리 클럽에 가입했으며 팀은 최종전에서 프랑스에 0-2로 패배했다. 이 경기의 패배로 보스니아 헤르체고비나를 2-0으로 꺾은 우크라이나에게 플레이오프 진출권을 내줬다.

## 여담
- 2019년 키르시카 라우리코와 결혼했으며 슬하에 세 자녀를 두고 있는데 첫째 올리비아는 2017년생, 둘째 엘라는 2020년생이며 셋째는 2024년 2월 4일생이다.
- 2012년 하계 올림픽 동메달리스트이자 현 강원 FC의 수비수인 윤석영과는 브뢴뷔 IF 시절부터 절친한 사이이며 현재까지도 자주 연락을 주고 받는다고 한다.

## 수상

### 클럽
HJK 헬싱키
- 베이카우스리가 : 우승 (2010, 2011)
- 핀란드컵 : 우승 (2011), 준우승 (2010)
- 핀란드 리그컵 : 4강 (2011)

 샬케 04
- 독일 분데스리가 : 3위 (2011-12), 4위 (2012-13)

 셀틱 FC
- 스코티시 프리미어십 : 우승 (2013-14)

 브뢴뷔 IF
- 덴마크 수페르리가 : 준우승 (2016-17, 2017-18), 3위 (2014-15), 4위 (2015-16)
- 덴마크컵 : 우승 (2017-18), 4강 (2015-16)

 노리치 시티
- EFL 챔피언십 : 우승 (2018-19, 2020-21)

### 국가대표팀
핀란드
- 발틱컵 : 준우승 (2012)

### 개인
- 베이카우스리가 올스타 : 2011
- 덴마크 수페르리가 이달의 선수상 : 2014년 10월, 2016년 8월
- PFA 올해의 팀 : 2018-19, 2020-21 (EFL 챔피언십)
- EFL 챔피언십 올해의 선수 : 2018-19
- EFL 챔피언십 득점왕 : 2018-19 (29골)
- EFL 챔피언십 이달의 선수 : 2021년 2월
- 노리치 시티 올해의 선수 : 2019
- 잉글랜드 프리미어리그 이달의 선수상 : 2019년 8월
- 핀란드 올해의 스포츠 스타 : 2019
- 핀란드 올해의 축구 선수 : 2019, 2020